# Metamorfe facies

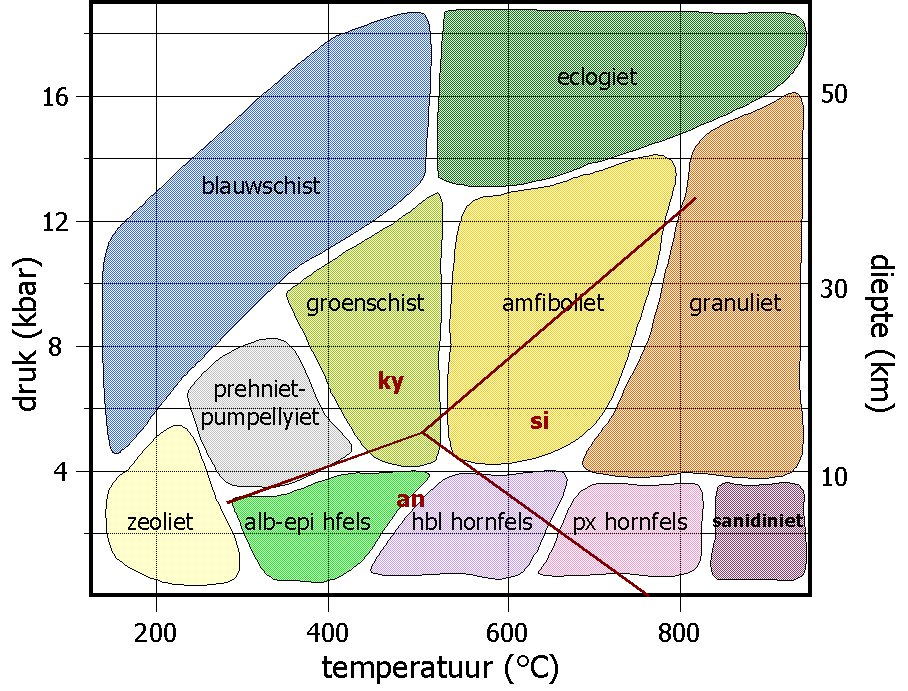
Indeling van metamorfe facies

De metamorfe facies zijn groepen van samenstellingen waar mineralen in metamorf gesteente in kunnen voorkomen. Verschillende facies typeren een bepaalde druk en temperatuur in de Aarde bij het ontstaan van de mineralen. De geoloog Amanz Gressly uit Zwitserland was in 1838 de eerste die facies noemde, voor sedimentaire facies. 

## Definitie
Een facies is een groep gesteenten met dezelfde eigenschappen, die in het ideale geval duidelijk zijn, die onder uniek bepaalde omstandigheden zijn gevormd van sedimentatie.
Er is voor metamorfe facies een overeenkomstige definitie: Waar sedimentair gesteente een bepaalde structuur heeft met daarin een typerende inhoud aan fossielen, hebben metamorfe gesteenten bepaalde structureel-geologische structuren en zijn niet de fossielen typerend voor het afzettingsmilieu, maar zijn de mineralen erin een maat voor de graad dat het om een metamorf gesteente gaat.
De geoloog Pentti Eelis Eskola (1883-1964) uit Finland stelde al in 1921 een indeling van metamorfe facies voor. De geoloog Francis Turner uit Nieuw-Zeeland, die veel in de Verenigde Staten werkte, verfijnde deze indeling in de jaren 1970 en vatte het in een veelgebruikt schema samen.

## Metamorfe facies en mineralen
De verschillende metamorfe facies worden door de mineralen die in gesteente aanwezig zijn bepaald. Als een gesteente een bepaalde facies heeft doorlopen, hebben druk en temperatuur daarbij invloed op de samenstelling van mineralen invloed gehad. Bepaalde mineralen zijn bij bepaalde druk en temperatuur stabiel, terwijl andere instabiel of metastabiel zijn. Als in een gesteente de temperatuur en druk veranderen kunnen mineralen stabiel worden en kunnen er onder andere afhankelijk van de activeringsenergie van de reactie en de hoeveelheid in het gesteente aanwezig water metamorfe reacties plaatsvinden.

Driehoeksdiagrammen tussen aluminium A, calcium C en ijzer F.

Driehoeksdiagrammen tussen aluminium A, ijzer F en magnesium M. Alleen de top is afgebeeld.

Door de samenstelling van mineralen met slijpplaatjes en een elektronenmicroscoop in detail te bestuderen, kunnen de afzonderlijke mineralen worden bepaald. De facies wordt met de afkortingen LT, MT, HT, LP, MP, HP aangegeven, van het Engelse low, medium en high temperature en pressure. Sinds de jaren 90 wordt ook UHP, van ultra high pressure, voor zeer hoge druk gebruikt.
De samenstelling van stabiele mineralen in verschillende metamorfe facies kunnen in driehoeksdiagrammen worden weergegeven.  Donkere stippen staan daarin voor een mineraal, dunne grijze lijnen voor een evenwicht tussen twee mineralen.
De facies, dus hoe de verschillende mineralen zich in een gesteente verhouden, is afhankelijk van het oorsprongsgesteente. De varianten, die een metamorfose hebben ondergaan, worden meestal met het voorvoegsel meta aangeduid. Een metastollingsgesteente is een stollingsgesteente dat een metamorfose heeft ondergaan. Metapelitisch gesteente is een metamorfe peliet, een fijnkorrelig sedimentair gesteente. Metagrauwackes zijn metamorfe grauwackes, donkere groengrijze zandstenen met een kleimatrix rijk aan chloriet en andere mica's. Metabasische gesteenten zijn mafische gesteenten die metamorfose hebben ondergaan.
Het voorkomen van de nesosilicaten, die polymorf zijn, is typerend voor de verschillende facies van lage tot gemiddelde druk en temperatuur. Dat is bijvoorbeeld andalusiet bij lage druk, kyaniet bij hogere druk en lagere temperatuur en sillimaniet bij hogere temperatuur. Deze varianten van Al2SiO5 zijn stabiel bij een bepaalde temperatuur en druk en geven zo een indicatie van de facies en graad van metamorfose.

## Zeolietfacies LP/LT
De zeolietfacies is de metamorfe facies met de laagste graad van metamorfose. Bij temperatuur en druk lager dan de zeolietfacies vindt diagenese plaats. De facies is genoemd naar het voorkomen van zeolieten, dat zijn tectosilicaten, die sterk zijn gehydrateerd. De zeolietfacies wordt gekarakteriseerd door de mineraalassemblages:

### Metastollingsgesteenten en grauwackes
- heulandiet + analciem + kwarts ± kleimineralen
- laumontiet + albiet + kwarts ± chloriet

### Metapelieten
- muscoviet + chloriet + albiet + kwarts

## Prehniet-pumpellyietfacies LP/LT
De prehniet-pumpellyietfacies is een facies die door een graad van metamorfose wordt gekenmerkt met een iets hogere temperatuur, druk en daarmee ook diepte dan de zeolietfacies. Het is genoemd naar de twee mineralen prehniet, dat is een calcium-aluminium-fylosilicaat, en pumpellyiet, een sorosilicaat, genoemd. De prehniet-pumpellyietfacies wordt gekarakteriseerd door de mineraalassemblages:

### Metastollingsgesteenten en grauwackes
- prehniet + pumpellyiet + chloriet + albiet + kwarts
- pumpellyiet + chloriet + epidoot + albiet + kwarts
- pumpellyiet + epidoot + stilpnomelaan + muscoviet + albiet + kwarts

### Metapelieten
- muscoviet + chloriet + albiet + kwarts

## Groenschistfacies MP/MT
De groenschistfacies wordt gekenmerkt door een graad van metamorfose van gemiddelde druk en temperatuur. De facies is genoemd naar het schisteuze uiterlijk van het gesteente en de groene kleur, veroorzaakt door de groene mineralen chloriet, epidoot en chloritoïd. De groenschistfacies wordt gekarakteriseerd door de mineraalassemblages:

### Metabasisch gesteente
- chloriet + albiet + epidoot ± actinoliet, kwarts

### Metagrauwackes
- albiet + kwarts + epidoot + muscoviet ± stilpnomelaan

### Metapelieten
- muscoviet + chloriet + albiet + kwarts
- chloritoïd + chloriet + muscoviet + kwarts ± paragoniet
- biotiet + muscoviet + chloriet + albiet + kwarts + mangaanrijke granaat zoals spessartien

### Silica-houdende dolomieten
- dolomiet + kwarts

## Amfibolietfacies MP/MT-HT
De amfibolietfacies is een facies van gemiddelde druk en gemiddeld tot hoge temperaturen. Het is genoemd naar het vóórkomen van amfibolen die onder deze omstandigheden worden gevormd. De amfibolietfacies wordt gekarakteriseerd door de mineraalassemblages:

### Metabasisch gesteente
- hoornblende + plagioklaas ± epidoot, granaat, cummingtoniet, diopsied, biotiet

### Metapelieten
- muscoviet + biotiet + kwarts + plagioklaas ± granaat, stauroliet, kyaniet/sillimaniet

### Silica-houdende dolomieten
- dolomiet + calciet + tremoliet ± talk, bij lage druk en temperatuur
- dolomiet + calciet + diopsied, forsteriet of beide, bij hoge druk en temperatuur

## Granulietfacies MP/HT
De granulietfacies is de hoogste graad van metamorfose in het regime van gemiddelde druk. De facies kan op verschillende dieptes voorkomen. Het vóórkomen van orthopyroxeen is karakteristiek voor deze en de pyroxeen-hoornblende facies.
De granuliet-facies wordt gekarakteriseerd door de mineraalassemblages:

### Metabasisch gesteente
- orthopyroxeen + clinopyroxeen + hoornblende + plagioklaas ± biotiet
- orthopyroxeen + clinopyroxeen + plagioklaas ± kwarts
- clinopyroxeen + plagioklaas + granaat ± orthopyroxeen, bij hoge druk

### Metapelieten
- granaat + cordieriet + sillimaniet + kaliveldspaat + kwarts ± biotiet
- saffirien + orthopyroxeen + kaliveldspaat + kwarts ± osumiliet, bij zeer hoge temperatuur

## Blauwschistfacies MP-HP/LT
De blauwschistfacies treedt op als de graad van metamorfose zich bevindt in het lage temperatuur, maar gemiddeld hoge druk regime. Dit is bijvoorbeeld het geval in subductiezones. De facies is blauwschist genoemd vanwege het schisteuze karakter van het gesteente en het vóórkomen van de blauwe mineralen glaucofaan en lawsoniet. De blauwschistfacies wordt gekarakteriseerd door de mineraalassemblages:

### Metabasisch gesteente
- glaucofaan + lawsoniet + chloriet ± fengiet/paragoniet, omfaciet

### Metagrauwackes
- kwarts + jadeiet + lawsoniet ± fengiet, glaucofaan, chloriet

### Metapelieten
- phengiet + paragoniet + carfoliet + chloriet + kwarts

### Carbonaten
- aragoniet

## Eclogietfacies HP/HT
De eclogietfacies is de metamorfe facies die optreedt bij de hoogste graad van metamorfose, bij de hoogste drukken en temperaturen. Naast een metamorfe facies, wordt met eclogiet ook een mantelgesteente aangeduid. De eclogietfacies wordt gekarakteriseerd door de mineraalassemblages:

### Metabasisch gesteente
- omfaciet + granaat ± kyaniet, kwarts, hoornblende, zoisiet

### Metagranodioriet
- kwarts + fengiet + jadeiet/omfaciet + granaat

### Metapelieten
- fengiet + granaat + kyaniet + chloritoïd (Mg-rijk) + kwarts
- fengiet + kyaniet + talk + kwarts ± jadeiet

## Albiet-epidoot hoornfels-facies LP/LT-MT
De albiet-epidoot hoornfels-facies is een facies die optreedt bij lage drukken en relatief lage temperaturen. De namen van deze twee facies komen van de twee mineralen albiet en epidoot, hoewel deze in meer facies voorkomen. Het woord hoornfels, of hoornrots, verwijst naar een contactmetamorf gesteente, dat gesteenten van lage druk, dus op geringe diepte, maar toch hoge temperatuur vaak kunnen zijn. De albiet-epidoot hoornfels-facies wordt gekarakteriseerd door de mineraalassemblages:

### Metabasisch gesteente
- albiet + epidoot + actinoliet + chloriet + kwarts

### Metapelieten
- muscoviet + biotiet + chloriet + kwarts

## Hoornblende hoornfels-facies LP/MT
De hoornblende hoornfels-facies is een facies van iets hogere temperaturen en even lage drukken als de albiet-epidoot hoornfels-facies. Hoewel genoemd naar het mineraal hoornblende, komt dat mineraal ook in andere facies voor.
De hoornblende hoornfels-facies wordt gekarakteriseerd door de mineraalassemblages:

### Metabasisch gesteente
- hoornblende + plagioklaas ± diopsied, anthofylliet/cummingtoniet, kwarts

### Metapelieten
- muscoviet + biotiet + andalusiet + cordieriet + kwarts + plagioklaas

### K2O-arme sedimenten of metastollingsgesteenten
- cordieriet + anthofylliet + biotiet + plagioklaas + kwarts

### Silica-houdende dolomieten
- dolomiet + calciet + tremoliet ± talk

## Pyroxeen hoornfels-facies LP/MT-HT
De pyroxeen hoornfels-facies is een facies van hogere temperaturen dan de andere hoornfels-facies en wordt net als de granuliet-facies gekarakteriseerd door het vóórkomen van orthopyroxeen. De pyroxeen hoornfels-facies wordt gekarakteriseerd door de mineraalassemblages:

### Metabasisch gesteente
- orthopyroxeen + clinopyroxeen + plagioklaas ± olivijn of kwarts

### Metapelieten
- cordieriet + kwarts + sillimaniet + kaliveldspaat (orthoklaas) ± biotiet
- cordieriet + orthopyroxeen + plagioklaas ± granaat, spinel

### Carbonaten
- calciet + forsteriet ± diopsied, periklaas
- diopsied + grossulaar + wollastoniet ± vesuvianiet

## Sanidinietfacies LP/HT
De sanidinietfacies is een zeer zeldzame facies van extreem hoge temperatuur en toch lage druk, die meestal niet bereikt wordt. Onder bepaalde contactmetamorfe omstandigheden kan deze facies toch bereikt worden en dan wordt er door de hoge temperatuur en partiële smelt glas gevormd. De naam van de facies komt van het karakteristieke mineraal sanidien. De sanidiniet-facies wordt gekarakteriseerd door de mineraalassemblages:

### Metapelieten
- cordieriet + mulliet + sanidien + tridymiet (vaak omgezet in kwarts) + glas

### Carbonaten
- wollastoniet + anorthiet + diopsied
- monticelliet + meliliet ± calciet, diopsied (ook tilleyiet, spurriet, merwiniet, larniet en andere zeldzame Ca- of Ca-Mg silicaten)